# Luzitano FC
Der Luzitano Futebol Clube war ein brasilianischer Fußballverein aus São Paulo.

## Geschichte
Der Luzitano FC wurde 1920 von portugiesischen Einwanderern gegründet. 1929 gewann die Mannschaft die Meisterschaft in der vierthöchsten und 1931 in der dritthöchsten Spielklasse der Staatsmeisterschaft von São Paulo. Ab 1936 spielte sie in der höchsten Spielklasse mit, dort belegte die Mannschaft hintere Plätze. Nach der Spielzeit 1938, in der die Mannschaft mit zwei Siegen Tabellenletzte wurde zog der Klub sich vom Spielbetrieb zurück.